# Ryszard Janocha
Ryszard Janocha (ur. 10 lutego 1958) – polski urzędnik i menedżer, z wykształcenia prawnik, w latach 1992–1993 wicewojewoda krośnieński.

## Życiorys
Z zawodu prawnik. Zajmował stanowisko dyrektora Urzędu Wojewódzkiego w Krośnie, a od 1 marca 1993 do 9 maja 1994 pełnił funkcję wicewojewody krośnieńskiego. Później do 2001 pozostawał członkiem zarządu i pełnomocnikiem ds. restrukturyzacji w spółce Zelmer SA. Następnie został pełnomocnikiem prezydenta Krosna ds. restrukturyzacji oraz naczelnikiem wydziału w Urzędzie Miejskim w Krośnie, a w kwietniu 2003 wybrano go sekretarzem miasta.